# Il mondo di notte
Il mondo di notte è un film del 1960 diretto da Luigi Vanzi.

## Trama
Un documentario incentrato prevalentemente sulla vita notturna. La troupe si focalizza su alcuni tra i night club più famosi del mondo, riprendendo spogliarelli, numeri di illusionismo, episodi di cabaret e spettacoli di contorsionismo.

## Produzione
Il film è uno dei primi mondo movie italiani, reportage nati con l'obiettivo di stupire e intrattenere lo spettatore, attraverso vari numeri di varietà e di curiosità.
Visto il notevole successo di Europa di notte, nacquero, negli anni seguenti, numerose pellicole che tentarono di emulare il soggetto di Alessandro Blasetti. Il mondo di notte è uno di questi esempi.
Compare brevemente l'attrice Belinda Lee.
È l'esordio dietro la macchina da presa di Luigi Vanzi, assistente di Michelangelo Antonioni.

## Distribuzione
Uscito nelle sale italiane il 6 aprile 1960, fu esportato all'estero col titolo internazionale World by Night.
È stato riproposto, in versione limitata, in un cofanetto DVD.

## Colonna sonora
L'edizione musicale (RCA) venne curata da Piero Piccioni. La parte canora fu affidata a Lydia MacDonald.

## Accoglienza
Paolo Mereghetti, nel suo dizionario omonimo, considera la pellicola «non esente da mistificazioni e banalità (...) alcuni numero sono, però, sorprendenti».

## Riconoscimenti
- 1961 - Nastro d'argento
  - Nomination Miglior direttore della fotografia a Tonino Delli Colli

## Sequel
Sono stati realizzati due seguiti, diretti da Gianni Proia: Il mondo di notte numero 2 nel 1961 e Il mondo di notte n° 3 nel 1963. A distanza di anni Proia diresse Mondo di notte oggi, distribuito nel 1976. Nel 1981 uscì anche Siamo fatti così: Aiuto!, sempre per la regia di Proia, che è noto anche come Mondo di notte IV.